# Droga wojewódzka 367
Die Droga wojewódzka 367 (DW 367) ist eine 62 Kilometer lange Droga wojewódzka (Woiwodschaftsstraße) in der polnischen Woiwodschaft Niederschlesien, die die Droga krajowa 3 in Jelenia Góra über die Droga krajowa 5 in Kamienna Góra mit der Droga krajowa 35 in Wałbrzych verbindet. Die Strecke liegt in der kreisfreien Stadt Jelenia Góra, im Powiat Jeleniogórski, im Powiat Kamiennogórski, im Powiat Wałbrzyski und in der kreisfreien Stadt Wałbrzych.

## Streckenverlauf
Woiwodschaft Niederschlesien, Kreisfreie Stadt Jelenia Góra
-  Jelenia Góra (Hirschberg) (DK 3, DK 30, DW 365, DW 366)

Woiwodschaft Niederschlesien, Powiat Jeleniogórski
- Mysłakowice (Zillerthal-Erdmannsdorf)
- Kostrzyca (Quirl)
-  Kowary (Schmiedeberg im Riesengebirge) (DW 366)

Woiwodschaft Niederschlesien, Powiat Kamiennogórski
-  Ogorzelec (Dittersbach) (DW 369)
- Leszczyniec (Haselbach)
- Szarocin (Pfaffendorf)
-  Kamienna Góra (Landeshut (in Schlesien)) (DK 5)

Woiwodschaft Niederschlesien, Powiat Wałbrzyski
- Borówno (Pfaffendorf)
- Czarny Bór (Schwarzwaldau)
-  Jabłów (Gaablau) (DW 376)
- Boguszów-Gorce (Gottesberg-Rothenbach)

Woiwodschaft Niederschlesien, Kreisfreie Stadt Wałbrzych
-  Wałbrzych (Waldenburg/Schlesien) (DK 35, DW 375, DW 376, DW 379, DW 381)